# Guy de Rougemont
Guy du Temple de Rougemont, conocido como Guy de Rougemont, (París, 23 de abril de 1935 - Montpellier, 19 de agosto de 2021,fue un pintor, acuarelista, dibujante y escultor francés que pasó gran parte de su vida entre París y Marsillargues, en el sur de Francia.
Artista multidisciplinar, trató de eliminar las fronteras entre las artes, en particular entre la escultura y la pintura, y trabajó en lugares cotidianos, plazas y calles, al tiempo que creaba objetos y muebles. Entre sus obras más célebres figuran la Cloud table (1970), diseñada para el decorador Henri Samuel (1904-1996), la Mise en couleurs d'un musée (1974), intervención artística temporal en la que cubrió las columnas del Museo de Arte Moderno de la Ciudad de París con tiras de PVC de colores, y el Environnement pour une autoroute, en el que instaló esculturas urbanas a lo largo de 30 km del tramo La Veuve-Sainte Ménéhould de la autopista A4, Francia (1977).
Miembro de la Académie des beaux-arts, era hijo del general Jean-Louis du Temple de Rougemont (1910-1990).

## Biografía

### Infancia y familia
Guy du Temple de Rougemont nació el 23 de abril de 1935 en París. Su padre, Jean-Louis du Temple de Rougemont (1910-1990), era oficial de caballería. Su madre, Louise Marie Cécile Lejeune (1913-2002), descendía por parte de padre del General Barón Lejeune (1775-1848), pintor de batallas. Por parte de madre, Marguerite Murat (1886-1956), desciende de Caroline Murat (1782-1839), hermana de Napoleón I. Guy de Rougemont era el mayor de cinco hermanos. Su hermano, François de Rougemont, es ingeniero civil y licenciado por la Harvard Business School. Su hermana, Cécile Marie Edith du Temple de Rougemont (1936-2000), duquesa de Lorges, fue alumna de André Chastel (1912-1990) en el Institut d'Histoire de l'Art y le ayudó a descubrir Florencia, guiada por el propio ilustre historiador del arte, Su segunda hermana, Laure, Princesa de Beauvau Craon (1943-2017), fue Presidenta de Sotheby's en Francia. Por último, su hermana menor, Anne de Rougemont, fue asistente de Aimé Maeght, entonces adscrito al I.C.O.M y miembro de la Association des Amis du Musée Georges Pompidou, antes de convertirse en asistente de Madame David-Weill, Presidenta de la Union des Arts Décoratifs, sindicato a su vez creado por el Sr. Taigny, bisabuelo de Madame Louise Lejeune, madre del artista.

### Juventud y formación
Guy de Rougemont estuvo expuesto al arte desde una edad muy temprana, ya que su abuela paterna estadounidense le inició en la acuarela a una edad muy temprana11. Tras la Segunda Guerra Mundial, Jean-Louis du Temple de Rougemont fue nombrado agregado militar adjunto en Gran Bretaña. Guy de Rougemont pasaba allí sus vacaciones, lo que le daba la oportunidad de visitar los museos londinenses. Pasó cinco años en un internado en Normandía, en el colegio Roches Normandie. En 1957, su padre es destinado al Pentágono en el marco del Pacto Atlántico, por lo que toda la familia se traslada a Washington durante un año, donde Guy de Rougemont asiste a una escuela americana y expone sus primeras acuarelas. Completa su formación en el Cours Bergson de París. En 1953, estudió en la École Nationale Supérieure des Arts Décoratifs (ENSAD), en el taller del pintor Bernard Cathelin (1919-2004), en la rue de la Grande Chaumière.. Admitido en el Arts-Déco de París el 24 de mayo de 1954, estudia pintura durante su formación -en particular en el taller de Marcel Gromaire- y pronto participa en sus primeras exposiciones, inicialmente en el extranjero. En 1962, presentó su obra pictórica en las Galerías d'Arcy de Nueva York, y después en la galería Ateneo Mercantil de Valencia en 1964. De 1962 a 1964 permaneció en la Casa de Velázquez de Madrid con una beca del Estado, donde entabló amistad con Jean Canavaggio. Participa en la Bienal de París de 1965 y en el Salon de Mai de 1966, invitado por el pintor Jean Messagier Pasó 1965 en Nueva York, en casa de sus amigos Jean e Irène Amic, donde conoció a jóvenes artistas de la escena neoyorquina como Andy Warhol, Robert Indiana y Frank Stella. Se inició en la pintura acrílica de gran formato y llegó a apreciar el poder de las formas simplificadas y despejadas y la fuerza del color sólido. Su obra se equipara a menudo con los movimientos del Arte pop y el Minimalismo, en cuyas formas se inspira, sin pretender que sean suyas Arnaud d'Hauterives, Secretario Permanente del Institut de France, recordó este viaje seminal cuando Guy de Rougemont fue recibido bajo la cúpula unas décadas más tarde: "Este viaje será una revelación para usted; recibirá la 'verdadera lección' de los grandes pintores franceses que admira, Léger, Matisse, Bonnard, vistos con otros ojos, es decir, decantados de todas las apariencias ".

## La obra

### Abstracción geométrica a partir de 1965.
A su regreso de Nueva York, Guy de Rougemont modifica radicalmente su práctica artística. A partir de entonces, se pueden trazar cuatro grandes periodos en su carrera, definidos en función de las formas geométricas que utiliza para componer sus obras. En 1965, introduce la elipse, que desarrolla en la superficie de sus lienzos. En 1967, a petición de su amigo Gérard Gaveau, jefe de publicidad de los coches Fiat, creó su primer ambiente en la sala Fiat de los Campos Elíseos de París. Colocó lienzos recortados en forma de elipses en el espacio de exposición, creando un diálogo entre el arte y los coches. Tras este acontecimiento, creó sus primeros objetos de volumen. Durante la década de 1970, utilizó el cilindro, una forma geométrica que consideraba la combinación perfecta de círculos y líneas. Lo utilizó para colocar sus volúmenes policromados en el espacio, creando grandes cilindros, también conocidos como "tótems", "columnas" o "faros", que colocó en espacios urbanos, como la plaza Albert Thomas de Villeurbanne, o en espacios interiores, con esculturas más pequeñas. La Mise en couleurs d'un musée, en el Museo de Arte Moderno de la Ciudad de París en 1974, marcó el apogeo de su uso de los cilindros.El artista cubrió efímeramente las veinte columnas del pórtico del museo con PVC coloreado, jugando con los límites y situando su obra entre el interior y el exterior, en la explanada del museo. A finales de la década, y sobre todo durante los años ochenta, el artista dejó de lado el cilindro en favor de la superficie serigrafiada. En 1986 realiza una de sus grandes obras, el mosaico de mármol coloreado que adorna el pavimento del patio de Bellechasse, frente al museo de Orsay. Por último, desde la década de 2000 hasta el final de su vida, el artista desplegó la línea serpentina, marcando un retorno al uso de las formas curvas.

### Esculturas e instalaciones urbanas.
Entre sus numerosos proyectos figuran el hospital de Saint-Louis, la estación de RER de Marne-la-Vallée, la explanada del museo de Orsay, el museo al aire libre de Hakone (Japón), la plaza Albert-Thomas de Villeurbanne, el Hofgarten de Bonn, el parque metropolitano de Quito (Ecuador), el centro de acogida y cuidados de Nanterre, donde creó un mural de 300 metros de largo, las esculturas de la autopista A4 entre Châlons-en-Champagne y Sainte-Ménéhould, y el pavimento de moqueta de 140 metros de largo compuesto por 28 tipos de mármol coloreado, conocido como "le grand ruban " de la sala Pierre Beregovoy del edificio Colbert del Ministerio de Hacienda francés en el barrio de Bercy (París 12e). También se le encargaron numerosas esculturas monumentales para colecciones privadas de Dubái, Marrakech y Mallorca, entre otros lugares.

### Obra gráfica
Guy de Rougemont es pintor y litógrafo. Durante su viaje a Nueva York, Guy de Rougemont aprendió también la técnica de la serigrafía, utilizada originalmente por los estadounidenses para marcar las cajas de mercancías mediante el sistema del esténcil, que más tarde fue retomada por los artistas para sus investigaciones gráficas. Uno de estos artistas fue Andy Warhol, a quien Guy de Rougemont conoció a través de su compañera de piso. en Nueva York, la pintora Marisol. A su regreso a Francia, Guy de Rougemont realizó varias serigrafías. En el momento de los acontecimientos de mayo de 1968, fue una de las figuras que introdujeron la práctica de la serigrafía en Francia, en el Atelier populaire des beaux-arts En 1988, le contó a Laurent Gervereau cómo había sucedido: "El 14 de mayo, debían de ser las nueve y media, las diez de la noche. Llegué a casa y había una asamblea general. En ella reconocí a varios amigos pintores que me vieron y me saludaron. El taller de litografía de Bellas Artes está imprimiendo un cartel... [...] Hablo y digo que conozco una manera rápida, fácil y barata de hacerlo... Y mis compañeros, mis amigos, me hacen asumir la responsabilidad. Me dicen: "Estupendo, ahora que ya lo sabes, mañana por la mañana nos traes el material y montamos un taller de serigrafía...". Así se convirtió en el técnico del popular taller de bellas artes, pero siempre mantuvo que él mismo no había diseñado ningún cartel. Durante varios años, compartió su taller del Marais, rue des Quatre Fils, con su amigo Éric Seydoux, con quien realizó serigrafías para otros artistas y para diversos actos sociales.

### Objetos y muebles
Guy de Rougemont es también diseñador de muebles. En 1969, con motivo de su exposición en la galería Suzy Langlois de París, presentó su primer cartón "Volumes" y publicó su primera alfombra, conocida como Tapis de forme libre6, que marcó el inicio de sus investigaciones sobre la tercera dimensión. En 1970, diseña su famosa mesa Nuage (mesa de centro "nuage "7) para el decorador Henri Samuel, y ese mismo año produce una lámpara nuage y varios objetos utilitarios, como un mantel individual, con la Galerie Germain de París.
En 1974, colaboró con la Manufactura de los Gobelinos, para la que creó un tapiz, titulado Les 7 Piliers de la sagesse, que se presentó en la Bienal de Tapices de Lausana de 1977.
A partir de los años 80, editó varios conjuntos de muebles con Artcurial: el mueble Transparences, el Mobilier Diderot en 1986 y el Mobilier Du Deffand en 1989, en homenaje a Madame du Deffand, la célebre escritora de cartas del siglo XVIII que, tres siglos antes, había vivido y celebrado su Salón literario en el estudio del artista en la rue des Quatre-Fils.

## Los últimos años
Viudo de la actriz Anne-Marie Deschodt (1938-2014), vivió principalmente en Marsillargues durante sus últimos años. Siguió colaborando con la galería Diane de Polignac de París, con la que realizó piezas de mobiliario y exposiciones, así como con la Galerie du Passage, donde expuso por última vez en 2017.

### Reconocimiento y posteridad
Miembro del Instituto de Francia, fue elegido miembro de la Academia de Bellas Artes (Francia), sección de pintura, el 17 de diciembre de 19973 en la cátedra de Jean Bertholle. Fue Comendador de la Orden de las Artes y las Letras.
En 2022, realizó una exposición titulada "Hommage à Guy de Rougemont " en el Centre Bouvet-Ladubay de Saumur (Valle del Loira), organizada con la participación de la galería Diane de Polignac. Sus obras se encuentran también en importantes colecciones, como el Musée d'Art Moderne de París, el Museo de las Artes Decorativas de París, el Museo International de la Resistancia Salvador Allende (Santiago de Chile), el Centre National des Arts Plastiques y el Musée d'Art Moderne et Contemporain de Saint-Étienne.
Guy de Rougemont no tuvo hijos. El patrimonio común formado por sus herederos -su hermano, su hermana Anne y sus sobrinos- está gestionado por su sobrino Laurent de Rougemont y su esposa Sophie de Rougemont.

## las exposiciones

### Exposiciones personales y colectivas (selección)
- Exposición personal, Galerie Suzy Langlois, París, 1969.
- Exposiciones colectivas, Galerie Karl Flinker, París, 1965, 1980.[24]
- Exposiciones personales, Galerie Cupillard, Grenoble, 1974, 1983
- Exposiciones personales, Galerie Pascal Gabert, París, 1987, 1992 [20], 2005, 2007.
- Exposición personal, Galería Gamarra y Garrigues,[25] Madrid, 1988, 1989 (FIAC), 1990 (colectivo ARCO)
- Exposiciones personales y colectivas, Galerie Maeght, París y Barcelona, 1998 [21], 1999.
- Retrospectiva de Rougemont en el Museo de Arte Moderno de la Ciudad de París, París, 1974.
- Retrospectiva Rougemont, Espacios públicos y Artes decorativas 1965-1990, en el Museo de Artes Decorativas, París, del 22 de mayo al 19 de agosto de 1990. En esta ocasión, se publican en el catálogo de la exposición los textos de Yvonne Brunehammer, Daniel Marchesseau, Bernard Chapuis y Bernard Minoret .
- Exposiciones personales, Galerie du Passage, París, 2003 [22], 2010, 2017.

### Participación en ferias y exposiciones.
- Salón de Mai, París, 1966
- Feria de Mayo, La Habana, 1967
- Salón de la Jeune Peinture, París, 1968, 1969, 1970, 1971
- Bienal Internacional de Grabado, París, 1968
- Bienal de Grabado de Tokio, 1969
- Salón de las Réalités Nouvelles, París, 1970
- Salón Grands et Jeunes d'Aujourd'hui, París, 1975, 1976, 1977
- Bienal de Tapices de Lausana, 1977, 1979
- Salón de Montrouge, 1980, 1981, 1982, 1983, 1987
- Salón de Artistas Decorativos, 1985
- Retrospectiva, Pabellón de Artes y Diseño (PAD) Tullerías, París, Galerie Diane de Polignac, 2013 [1]